# Gare de l'aéroport de Vilnius
La gare de l'aéroport de Vilnius (en lituanien : Vilniaus oro uosto geležinkelio stotis) est une gare ferroviaire qui dessert l'Aéroport international de Vilnius en Lituanie.

## Histoire
La gare de l'aéroport de Vilnius est mise en service en octobre 2008.

## Service des voyageurs

### Desserte
La gare est desservie par un train qui effectue des navettes avec la gare de Vilnius. Le trajet est prévu en 7 minutes.

Installations et desserte
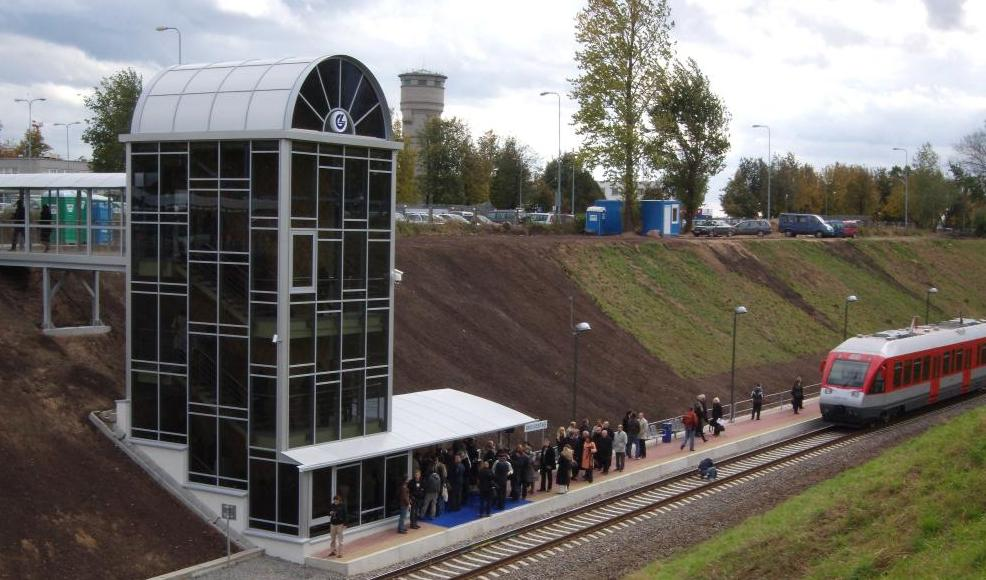
En 2008.
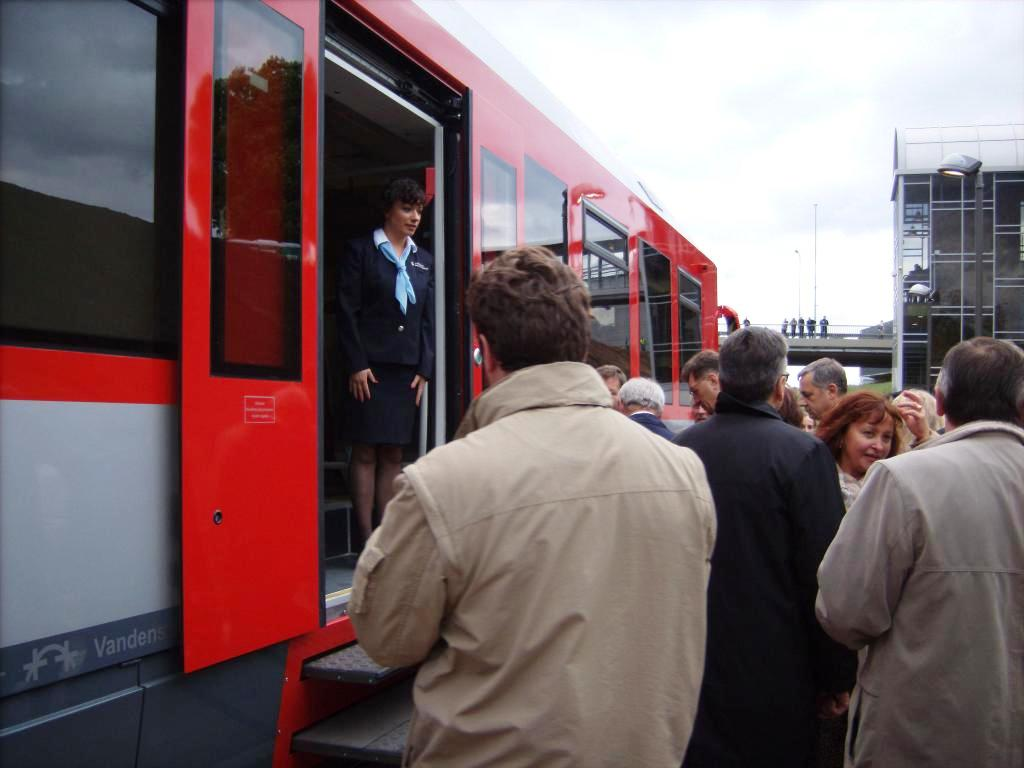
En 2008.
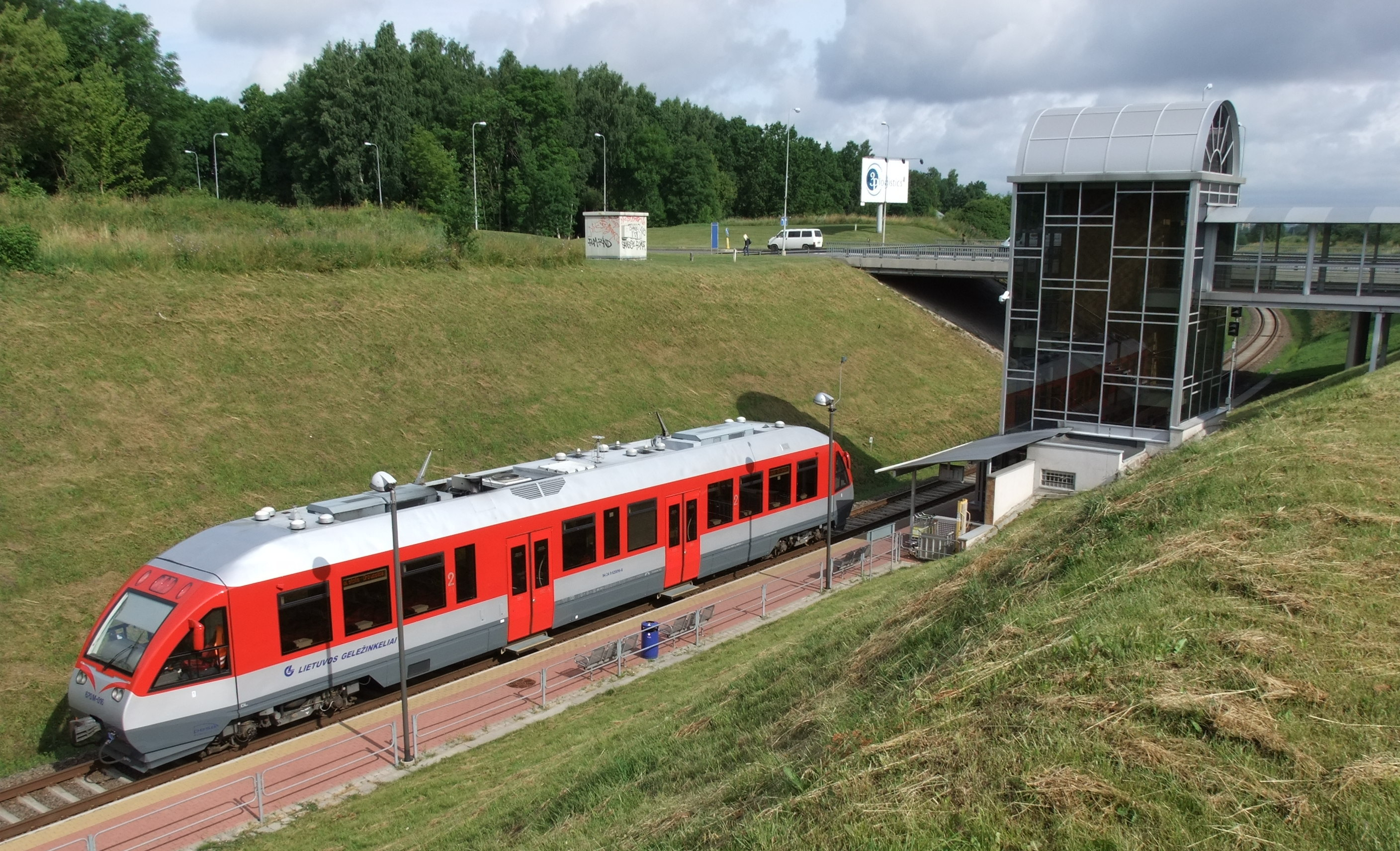
En 2015.

### Intermodalité
La gare permet un accès direct aux installations de l'Aéroport international de Vilnius.